# Go Back to the Zoo
Go Back to the Zoo var ett rockband från Nederländerna.

## Medlemmar
- Cas Hieltjes – Sång, gitarr
- Teun Hieltjes – Gitarr
- Lars Kroon – Bas, körsång
- Bram Kniest – Slagverk

## Diskografi

### Album
- Benny Blisto, 2010, Universal Music Group
- Shake a Wave, 2012, Universal
- ZOO

### Singlar
- Beam Me Up, 2010
- Electric, 2010
- Hey DJ, 2010
- I'm The Night (See You Later), 2010
- Smoking On The Balcony, 2011
- What If, 2012
- Charlene, 2013

### St Tropez

#### Album
- St Tropez, 2016
- Debate, 2017, EP
- St Tropez 2, 2018

#### Singlar
- St Tropez, 2016
- I Got The Job, 2018